# Eudynamys orientalis
Eudynamys orientalis е вид птица от семейство Cuculidae.

## Разпространение
Видът е разпространен в Австралия, Индонезия, Източен Тимор, Папуа Нова Гвинея и Соломоновите острови.